# タイムクロスA
タイムクロスAは、2000年7月に山佐が開発・販売したパチスロ機。

## 特徴

### 機種仕様
山佐の液晶搭載機第1弾。山佐の看板キャラ「ウィンちゃん」の初登場作品でもある。
- タイム博士と博士が開発したロボットの「アボット」が行方不明になった孫娘のウィンちゃんを探すストーリー。液晶演出でウィンちゃんを探し出せたらボーナス確定である。
- スペックは一般的なAタイプでBIGの平均獲得枚数は370枚。リプレイはずしは逆押しで左リールにウィンを目押しすることで効果はプラス20枚。
- リーチ目も充実している。詳しくは後述。

### 筐体
この機種からスタートした新ボディは、サブ基板の音源がFM音源からPCMになるなどの大きな変化を伴って登場した。従来機よりボタンも大きくなり、リールも大きくなるなど、視認性や操作面でのユーザビリティを向上する努力がなされている。

### 演出
通常時は4つのステージを行き来する。ステージによって演出が異なる。以下紹介していく。

#### 原始時代ステージ
完全告知となっており、第3リールを止めた時点で必ず告知される。火山が鳴動するようなステップアップ予告やいきなりBIG確定となるプレミア告知もある。
- リール制御が変化し、左・中リールで小役がテンパイしなければチャンスとなる（いわゆるズレ目）。さらに例外的に、左リールの「ウィン・スイカ・ウィン」は1リール確定となる。

#### 古代エジプトステージ
チャンス予告がメインとなる。
- レバーオンで扉が出現し第1リール停止で扉が開き（土の場合はアボットが壊す）、第3リール停止で部屋の中身が分かる。扉の種類や部屋の中身でボーナスの信頼度や子役ハズレなどの示唆がある。

- レア演出は2種類あり、そのうち1種類は発生した時点でほぼボーナス確定となる。

#### 大航海時代ステージ
様々な演出から行われる子役ナビが基本となる。
- 信頼度の低い順に「船の帆で予告」「大砲予告」「釣り予告」「砲撃予告」。ただし、信頼度の低い予告でも予告された小役によっては信頼度の高いものもある。釣りと砲撃では確定告知あり（ウィンちゃんが海から飛び出してくる）。
- 山佐の「白ナビ」は信頼度が高いという伝統があるが、それの元祖が「釣り予告」でのホワイトフィッシュ出現である。

#### 未来都市ステージ
解析ナビという小役のナビをしてくれる。
- 小役の種類と成立している可能性を%で表示する。例えばベルの30%と表示されればベルが30%、ボーナスが70%ということである。
- ただし、実際の%と完全に一致しているわけではなく、あくまで目安である（たとえばチェリーの%は奇数と偶数で2枚のテーブルなのか、4枚のテーブルなのかがわかるようになっている）。また、スイカは逆に%が大きいほどチャンスという特徴もある。
- レア演出（確定演出）として、ドット絵にウィンちゃんの顔、確率100%の表示が存在する。この演出があった場合は、直ちにウィンちゃんが登場して博士が確保することにより確定表示がなされる。

### リール制御
- どのステージでも共通で、この機種には「成立フラグが中段に成立」という特徴がある。したがって中押しや逆押しを駆使することでフラグ判別が可能となる。例：中押し「スイカ・7・7」は成立でボーナス確定であり逆押しゲチェナ（右中段チェリー+下段7）もBB確定である。中断「7･7･ベル」は左にチェリ狙ってチェリー否定でBB確定となる。
- また、スベリによるリーチ目もあったり[1]、液晶との演出によって小役ハズレ目がリーチ目になったりしている。
- リーチ目の中で独特なものは、リプレイの斜め揃いが挙げられる（成立後でBR共通）。
- チェリーは左リールに3箇所設置されており、フリー打ちでも取りこぼししにくい。中段チェリーは引き込めない位置で停止ボタンが押された場合に、50%の割合で角チェリーを引き込める位置であれば引き込む制御になるという初心者に優しいシステムも搭載されている。

### その他
- BIGボーナス後10ゲーム以内にBIGボーナスをそろえることが出来ると、当該BIGボーナスの終了後は必ず未来都市ステージからスタートし、タイム博士の代わりにドクターA7のドクターAが登場する[2]。
- 大航海時代・未来都市ステージではスイカ成立時は必ず何らかの演出がおこる。何も起きずにスイカorボーナスの目が出たらその時点でボーナス確定となる。
- テスト販売されたバージョンはタイムクロスという最後にAのつかないものもある。
- 好評だったこともあり、タイムパークという機種がその後発売された他、ウィンちゃん自体が他の台に登場するようになった（祭の達人のこと。この台でもウィンちゃんは、博士をよそにどっかへ行ってしまうのであった）。
- 開発時の初期設定資料によると、赤ん坊のキャラクター案が最終的にウィンちゃんに決定される前は男の子だった。また、赤ん坊を探す役は祖父ではなく、父という設定となっていた。

## ボーナス確率・機械割
| 設定 | BIG       | REG       | 機械割 |
| ---- | --------- | --------- | ------ |
| 1    | 1/303.407 | 1/431.158 | 94.2%  |
| 2    | 1/292.571 | 1/364.089 | 96.8%  |
| 3    | 1/273.067 | 1/341.333 | 99.9%  |
| 4    | 1/256     | 1/321.255 | 102.9% |
| 5    | 1/240.941 | 1/303.407 | 105.8% |
| 6    | 1/240.941 | 1/240.941 | 108.5% |

※機械割はメーカー発表のもの